# Tjerkovna (distrikt i Varna)
Tjerkovna (bulgariska: Черковна) är ett distrikt i Bulgarien.   Det ligger i kommunen Obsjtina Provadija och regionen Oblast Varna, i den östra delen av landet, 300 km öster om huvudstaden Sofia.
Trakten runt Tjerkovna består till största delen av jordbruksmark. Runt Tjerkovna är det ganska tätbefolkat, med 52 invånare per kvadratkilometer.